# Meriania acida
Meriania acida är en tvåhjärtbladig växtart som först beskrevs av Markgr., och fick sitt nu gällande namn av John Julius Wurdack. Meriania acida ingår i släktet Meriania och familjen Melastomataceae. Inga underarter finns listade i Catalogue of Life.